# ミールの長期滞在者一覧
ミールの長期滞在者一覧（ミールのちょうきたいざいしゃいちらん、英語: List of Mir Expeditions）は、ミール宇宙ステーションの長期滞在者一覧である。
ソビエト連邦（現ロシア）国籍の乗員については国籍表記を省き、ソビエト連邦以外の国籍の乗員にのみ国籍表記した。
ミール以外の宇宙滞在時間記録については宇宙飛行の記録一覧#宇宙空間滞在時間を参照。
| 滞在先                          | 乗員                                                                                                  | 打ち上げ日時 (UTC)      | 往路          | 帰還日時 (UTC)          | 復路          | 滞在期間 （日）       |
| ------------------------------- | --- | ----------------------- | ------------- | ----------------------- | ------------- | --------------------- |
| ミールEO-1                      | レオニード・キジム、 ウラジーミル・ソロフィエフ                                                       | 1986年3月13日 12:33:09  | ソユーズT-15  | 1986年7月16日 12:34:05  | 往路と同じ    | 125.00 ミールで75日間 |
| ミールLD-1                      | ユーリ・ロマネンコ                                                                                    | 1987年2月5日 21:38:16   | ソユーズTM-2  | 1987年12月29日 09:16:15 | ソユーズTM-3  | 326.48                |
| ミールEO-2                      | アレクサンドル・ラフェイキン                                                                          | 1987年2月5日 21:38:16   | ソユーズTM-2  | 1987年7月30日 01:04:12  | ソユーズTM-2  | 174.14                |
| ミールEP-1                      | アレクサンドル・ヴィクトレンコ、 ムハンマド・ファーリス シリア                                        | 1987年7月22日 01:59:17  | ソユーズTM-3  | 1987年7月30日 01:04:12  | ソユーズTM-2  | 7.96                  |
| ソユーズTM-3                    | アレクサンドル・アレクサンドロフ                                                                      | 1987年7月22日 01:59:17  | ソユーズTM-3  | 1987年12月29日 09:16:15 | ソユーズTM-3  | 160.30                |
| ミールLII-1                     | アナトリー・レフチェンコ                                                                              | 1987年12月12日 11:18:03 | ソユーズTM-4  | 1987年12月29日 09:16:15 | ソユーズTM-3  | 7.92                  |
| ミールEO-3                      | ウラジーミル・チトフ、 ムサ・マナロフ                                                                 | 1987年12月12日 11:18:03 | ソユーズTM-4  | 1988年12月21日 09:57:00 | ソユーズTM-6  | 365.24                |
| ミールEP-2                      | アナトリー・ソロフィエフ、 · ヴィクトル・サヴィヌイフ、 · アレクサンドル・アレクサンドロフ ブルガリア | 1988年6月7日 14:03:13   | ソユーズTM-5  | 1988年6月17日 10:12:32  | ソユーズTM-4  | 9.84                  |
| ミールEP-3                      | ウラジーミル・リャホフ、 アブドゥルアフド・ムハンマド アフガニスタン                                  | 1988年8月29日 04:23:11  | ソユーズTM-6  | 1988年9月7日 00:49:38   | ソユーズTM-5  | 8.85                  |
| ミールLD-2                      | ワレリー・ポリャコフ                                                                                  | 1988年8月29日 04:23:11  | ソユーズTM-6  | 1989年4月27日 02:57:58  | ソユーズTM-7  | 240.94                |
| ミールEO-4                      | アレクサンドル・ヴォルコフ、 セルゲイ・クリカレフ                                                     | 1988年11月26日 15:49:34 | ソユーズTM-7  | 1989年4月27日 02:57:58  | ソユーズTM-7  | 151.47                |
| ミール・アラガツ                | ジャン＝ルー・クレティエン フランス                                                                   | 1988年11月26日 15:49:34 | ソユーズTM-7  | 1988年12月21日 09:57:00 | ソユーズTM-6  | 24.76                 |
| ミールEO-5                      | アレクサンドル・ヴィクトレンコ、 アレクサンドル・セレブロフ                                           | 1989年9月5日 21:38:03   | ソユーズTM-8  | 1990年2月19日 04:36:18  | 往路と同じ    | 166.29                |
| ミールEO-6                      | アナトリー・ソロフィエフ、 アレクサンドル・バランジン                                                 | 1990年2月11日 06:16:00  | ソユーズTM-9  | 1990年8月9日 07:33:57   | 往路と同じ    | 179.05                |
| ミールEO-7                      | ゲンナジー・マナコフ、 ゲンナジー・ストレカロフ                                                       | 1990年8月1日 09:32:21   | ソユーズTM-10 | 1990年12月10日 06:08:12 | ソユーズTM-10 | 130.86                |
| ミール・コスモレポーテル        | 秋山豊寛 日本                                                                                         | 1990年12月2日 08:13:32  | ソユーズTM-11 | 1990年12月10日 06:08:12 | ソユーズTM-10 | 7.91                  |
| ミールEO-8                      | ヴィクトル・アファナシェフ、 ムサ・マナロフ                                                           | 1990年12月2日 08:13:32  | ソユーズTM-11 | 1991年5月26日 10:04:13  | ソユーズTM-11 | 175.08                |
| ミール・ユノー                  | ヘレン・シャーマン イギリス                                                                           | 1991年5月18日 12:50:28  | ソユーズTM-12 | 1991年5月26日 10:04:13  | ソユーズTM-11 | 7.88                  |
| ミールEO-9                      | アナトリー・アルツェバルスキー                                                                        | 1991年5月18日 12:50:28  | ソユーズTM-12 | 1991年10月10日 04:12:18 | 往路と同じ    | 144.64                |
| ミールLD-3                      | セルゲイ・クリカレフ                                                                                  | 1991年5月18日 12:50:28  | ソユーズTM-12 | 1992年3月25日 08:51:22  | ソユーズTM-13 | 311.83                |
| ミールEO-10                     | アレクサンドル・ヴォルコフ                                                                            | 1991年10月2日 05:59:38  | ソユーズTM-13 | 1992年3月25日 08:51:22  | ソユーズTM-13 | 175.12                |
| アウストロミール                | トクタル・アウバキロフ カザフスタン · フランツ・フィーベック オーストリア                             | 1991年10月2日 05:59:38  | ソユーズTM-13 | 1991年10月10日 04:12:18 | ソユーズTM-12 | 7.93                  |
| ミール92                        | クラウス＝ディートリッヒ・フラーデ ドイツ                                                             | 1992年3月17日 10:54:30  | ソユーズTM-14 | 1992年3月25日 08:51:22  | ソユーズTM-13 | 7.91                  |
| ミールEO-11                     | アレクサンドル・ヴィクトレンコ、 アレクサンドル・カレリ                                               | 1992年3月17日 10:54:30  | ソユーズTM-14 | 1992年8月10日 01:05:02  | ソユーズTM-14 | 145.59                |
| ミール・アンタレース            | ミシェル・トニーニ フランス                                                                           | 1992年7月27日 06:08:42  | ソユーズTM-15 | 1992年8月10日 01:05:02  | ソユーズTM-14 | 13.79                 |
| ミールEO-12                     | アナトリー・ソロフィエフ、 セルゲイ・アヴデエフ                                                       | 1992年7月27日 06:08:42  | ソユーズTM-15 | 1993年2月1日 03:49:57   | 往路と同じ    | 188.90                |
| ミールEO-13                     | ゲンナジー・マナコフ、 アレクサンドル・ポレシチューク                                                 | 1993年1月24日 05:58:05  | ソユーズTM-16 | 1993年7月22日 06:41:50  | ソユーズTM-16 | 179.03                |
| ミール・アルタイール            | ジャン＝ピエール・エニュレ フランス                                                                   | 1993年7月1日 14:32:58   | ソユーズTM-17 | 1993年7月22日 06:41:50  | ソユーズTM-16 | 20.67                 |
| ミールEO-14                     | ワシリー・ツィブリエフ、 アレクサンドル・セレブロフ                                                   | 1993年7月1日 14:32:58   | ソユーズTM-17 | 1994年1月14日 08:18:20  | 往路と同じ    | 196.74                |
| ミールLD-4                      | ワレリー・ポリャコフ                                                                                  | 1994年1月8日 10:05:34   | ソユーズTM-18 | 1995年3月22日 04:04:05  | ソユーズTM-20 | 437.75                |
| ミールEO-15                     | ヴィクトル・アファナシェフ、 ユーリー・ウサチェフ                                                     | 1994年1月8日 10:05:34   | ソユーズTM-18 | 1994年7月9日 10:32:35   | 往路と同じ    | 182.02                |
| ミールEO-16                     | ユーリ・マレンチェンコ、 タルガット・ムサバイエフ                                                     | 1994年7月1日 12:24:50   | ソユーズTM-19 | 1994年11月4日 11:18:26  | ソユーズTM-19 | 125.95                |
| ユーロミール94                  | ウルフ・メルボルト ドイツ                                                                             | 1994年10月3日 22:42:30  | ソユーズTM-20 | 1994年11月4日 11:18:26  | ソユーズTM-19 | 31.52                 |
| ミールEO-17                     | アレクサンドル・ヴィクトレンコ、 エレーナ・コンダコワ                                                 | 1994年10月3日 22:42:30  | ソユーズTM-20 | 1995年3月22日 04:04:05  | 往路と同じ    | 169.22                |
| ミールEO-18                     | ウラジーミル・デジュロフ、 ゲンナジー・ストレカロフ、 ノーマン・サガード アメリカ合衆国               | 1995年3月14日 06:11:34  | ソユーズTM-21 | 1995年7月7日 14:55:28   | STS-71        | 115.36                |
| ミールEO-19                     | アナトリー・ソロフィエフ、 ニコライ・ブダーリン                                                       | 1995年6月27日 19:32:19  | STS-71        | 1995年9月11日 06:52:40  | ソユーズTM-21 | 75.47                 |
| ミールEO-20 - ユーロミール95    | ユーリー・ギジェンコ、 セルゲイ・アヴデエフ、 トーマス・ライター ドイツ                               | 1995年9月3日 09:00:23   | ソユーズTM-22 | 1996年2月29日 10:42:08  | 往路と同じ    | 179.07                |
| ミールEO-21                     | ユーリー・オヌフリエンコ、 ユーリー・ウサチェフ                                                       | 1996年2月21日 12:34:05  | ソユーズTM-23 | 1996年9月2日 07:41:40   | 往路と同じ    | 193.80                |
| ミール・NASA-1                  | シャノン・ルシッド アメリカ合衆国                                                                     | 1996年3月22日 08:13:04  | STS-76        | 1996年9月26日 12:13:20  | STS-79        | 188.17                |
| ミール・カッシオペー            | クローディ・アンドレ＝デシェ フランス                                                                 | 1996年8月17日 13:18:03  | ソユーズTM-24 | 1996年9月2日 07:41:40   | ソユーズTM-23 | 15.77                 |
| ミールEO-22                     | ワレリー・コルズン、 アレクサンドル・カレリ                                                           | 1996年8月17日 13:18:03  | ソユーズTM-24 | 1997年3月2日 06:44:16   | 往路と同じ    | 196.73                |
| ミール・NASA-2                  | ジョン・ブラハ アメリカ合衆国                                                                         | 1996年9月16日 08:54:49  | STS-79        | 1997年1月22日 14:23:51  | STS-81        | 128.23                |
| ミール・NASA-3                  | ジェリー・リネンジャー アメリカ合衆国                                                                 | 1997年1月12日 09:27:23  | STS-81        | 1997年5月24日 13:27:44  | STS-84        | 132.17                |
| ミール97                        | ラインホルト・エヴァルト ドイツ                                                                       | 1997年2月10日 14:09:30  | ソユーズTM-25 | 1997年3月2日 06:44:16   | ソユーズTM-24 | 19.69                 |
| ミールEO-23                     | ワシリー・ツィブリエフ、 アレクサンドル・ラズトキン                                                   | 1997年2月10日 14:09:30  | ソユーズTM-25 | 1997年8月14日 12:17:10  | 往路と同じ    | 184.92                |
| ミール・NASA-4                  | マイケル・フォール アメリカ合衆国                                                                     | 1997年5月15日 09:07:48  | STS-84        | 1997年10月6日 21:55:00  | STS-86        | 144.57                |
| ミールEO-24                     | アナトリー・ソロフィエフ、 パーヴェル・ヴィノグラードフ                                               | 1997年8月5日 15:35:54   | ソユーズTM-26 | 1998年2月19日 09:10:30  | 往路と同じ    | 197.73                |
| ミール・NASA-5                  | デヴィッド・ウルフ アメリカ合衆国                                                                     | 1997年9月26日 02:34:19  | STS-86        | 1998年1月31日 22:36:00  | STS-89        | 127.83                |
| ミール・NASA-6                  | アンディ・トーマス アメリカ合衆国                                                                     | 1998年1月23日 01:48:15  | STS-89        | 1998年6月12日 18:00:17  | STS-91        | 140.63                |
| ミール・ペーガセ                | レオポルド・アイハーツ フランス                                                                       | 1998年1月29日 16:33:42  | ソユーズTM-27 | 1998年2月19日 09:10:30  | ソユーズTM-26 | 20.69                 |
| ミールEO-25                     | タルガット・ムサバイエフ、 ニコライ・ブダーリン                                                       | 1998年1月29日 16:33:42  | ソユーズTM-27 | 1998年8月25日 05:24:44  | ソユーズTM-27 | 207.53                |
| ミールEP-4                      | ユーリー・バトゥーリン                                                                                | 1998年8月13日 09:43:11  | ソユーズTM-28 | 1998年8月25日 05:24:44  | ソユーズTM-27 | 11.82                 |
| ミールEO-26/27                  | セルゲイ・アヴデエフ                                                                                  | 1998年8月13日 09:43:11  | ソユーズTM-28 | 1999年8月28日 00:34:20  | ソユーズTM-29 | 379.62                |
| ミールEO-26                     | ゲンナジー・パダルカ                                                                                  | 1998年8月13日 09:43:11  | ソユーズTM-28 | 1999年2月28日 02:14:30  | ソユーズTM-28 | 198.69                |
| ミール・シュテファーニク        | イヴァン・ベラ スロバキア                                                                             | 1999年2月20日 04:18:01  | ソユーズTM-29 | 1999年2月28日 02:14:30  | ソユーズTM-28 | 7.91                  |
| ミール EO-27 - ミール・ペルセー | ヴィクトル・アファナシェフ、 ジャン＝ピエール・エニュレ フランス                                      | 1999年2月20日 04:18:01  | ソユーズTM-29 | 1999年8月28日 00:34:20  | 往路と同じ    | 188.85                |
| ミール EO-28                    | セルゲイ・ザリョーチン、 アレクサンドル・カレリ                                                       | 2000年4月4日 05:01:29   | ソユーズTM-30 | 2000年6月16日 00:43:45  | 往路と同じ    | 72.82                 |